# Cypriano Barbosa Bettâmio
Cypriano Barbosa Bettâmio (Salvador, 3 de março de 1818 – 1855) foi um médico brasileiro que morreu como voluntário para liderar esforços no combate à epidemia de cólera no estado da Bahia em 1855.

## Formação
Nasceu em Salvador, Bahia, em 3 de março de 1818, filho de Jerônimo Barbosa e Cristódia Maria Pires. Frequentou a Faculdade de Medicina da Bahia, obtendo o diploma de médico em 1847. Estabeleceu então uma pequena clínica, onde atendia a população local.

## Epidemia de cólera
Em 1855 uma epidemia de cólera eclodiu em Salvador e nas proximidades de Santo Amaro da Purificação, matando cerca de 50 000 pessoas. Uma fuga generalizada de pessoas, temendo por suas vidas, incluiu equipes médicas e funcionários públicos. O Dr. Bettâmio percebeu o pânico do público e despediu-se da mulher e dos filhos com a expressão “Felismina, até a volta, se não for torta!” e encarregou-se dos esforços de combate à epidemia. Cuidou dos doentes e liderou esforços para remover e enterrar os mortos, até que ele também contraiu a doença e morreu.